# Молочный океан

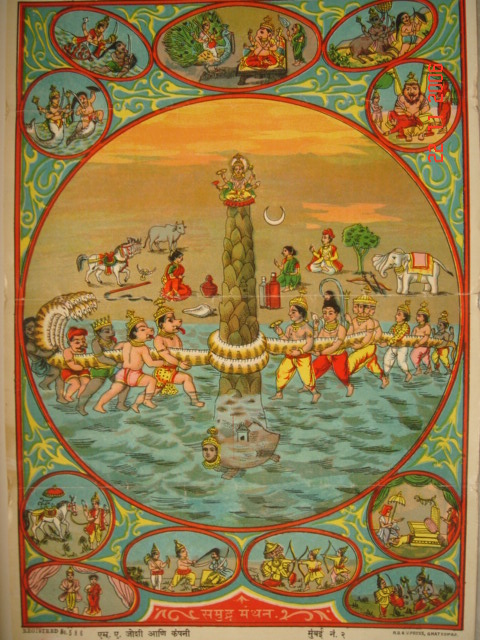
Литография 1910-х годов с изображением пахтанья Молочного океана и полученных при нём 14 сокровищ

Молочный океан (санскр. क्षीरोद [IAST: kṣīroda], क्षीरधि [IAST: kṣīradhi], क्षीरसागर [IAST: kṣīrasāgara]), или Чира Самудра (санскр. cira — «длинный», samudra — «скопление воды», «море»), — в индуистской мифологии космический мировой океан, на котором покоилась змея Шеша, в то время как Вишну отдыхал в промежутках между творением.
В этом океане было потеряно 14 драгоценных сокровищ («ратн»). Боги и демоны вместе тысячу лет занимались его пахтаньем, чтобы освободить эти сокровища. Об этом в пуранах, древних легендах Индии, рассказывают главы о Самудра-мантхане.
Это также место, где Вишну лёг на нагу Шешу вместе со своей супругой Лакшми.

## Этимология
«Молочный океан» — русский перевод санскритских терминов IAST: kṣīroda, IAST: kṣīradhi, IAST: kṣīrasāgara от IAST: kṣīra «молоко» и IAST: uda, IAST: sāgara «вода, океан» или IAST: dhi «вместилище».